# Lista de deputados estaduais do Ceará da 19.ª legislatura
Essa é uma lista de deputados estaduais do Ceará eleitos para o período 1983-1987. Foram eleitos 46 deputados.

## Composição das bancadas
| Partido | Líder                 | Bancada | Posição  |
| ------- | --------------------- | ------- | -------- |
| PDS     | Orzete Ferreira Gomes | 34 / 46 | Governo  |
| PMDB    | Maria Luíza Fontenele | 12 / 46 | Oposição |

## Deputados estaduais
| Número | Deputados estaduais eleitos          | Partido | Votação | Percentual | Cidade onde nasceu      | Unidade federativa |
| 11188  | Alfredo Almeida Machado              | PDS     | 20.146  |            | Quixeramobim            | Ceará              |
| 11894  | Antônio de Almeida Jacó              | PDS     | 25.768  |            | Redenção                | Ceará              |
| 11638  | Antônio Soares Cavalcanti            | PDS     | 43.839  |            | Crateús                 | Ceará              |
| 15732  | Antônio Eufrasino Neto               | PMDB    | 20.554  |            | Poranga                 | Ceará              |
| 11649  | Antônio Gomes da Silva Câmara        | PDS     | 21.299  |            | Tauá                    | Ceará              |
| 11417  | Antônio Leite Tavares                | PDS     | 18.194  |            | Barro                   | Ceará              |
| 11630  | Aquiles Peres Mota                   | PDS     | 34.819  |            | Ipueiras                | Ceará              |
| 11729  | Carlos Alberto Cruz                  | PDS     | 27.245  |            | Juazeiro do Norte       | Ceará              |
| 15759  | Carlos Eduardo Benevides Neto        | PMDB    | 34.924  |            | Fortaleza               | Ceará              |
| 11344  | Domingos de Holanda Fontes           | PDS     | 20.744  |            | Fortaleza               | Ceará              |
| 11523  | Douvina Aleuda Eduardo de Castro     | PDS     | 36.299  |            | Limoeiro do Norte       | Ceará              |
| 11427  | Erasmo Rodovalho de Alencar          | PDS     | 21.463  |            | Catolé do Rocha         | Paraíba            |
| 11215  | Etevaldo Nogueira                    | PDS     | 21.719  |            | Pedro II                | Piauí              |
| 15538  | Francisco Almino Leite de Menezes    | PMDB    | 15.454  |            | Fortaleza               | Ceará              |
| 11357  | Francisco Andrade Teófilo Girão      | PDS     | 25.313  |            | Morada Nova             | Ceará              |
| 15115  | Francisco Bianou de Andrade          | PMDB    | 15.372  |            | Jaguaribe               | Ceará              |
| 15890  | Francisco Castelo de Castro          | PMDB    | 17.378  |            | Mombaça                 | Ceará              |
| 11303  | Francisco Diógenes Nogueira          | PDS     | 19.028  |            | Jaguaribe               | Ceará              |
| 11415  | Francisco Ednaldo Bessa              | PDS     | 18.288  |            | Beberibe                | Ceará              |
| 11693  | Francisco Fernando Alcântara Mota    | PDS     | 25.561  |            | São Gonçalo do Amarante | Ceará              |
| 11426  | Francisco Figueiredo de Paula Pessoa | PDS     | 22.818  |            | Sobral                  | Ceará              |
| 11769  | Francisco Fonseca Coelho             | PDS     | 21.442  |            | Tamboril                | Ceará              |
| 15895  | Francisco Franzé Leite de Morais     | PMDB    | 14.945  |            | Fortaleza               | Ceará              |
| 11619  | Jarbas Bezerra de Menezes            | PDS     | 36.591  |            | Juazeiro do Norte       | Ceará              |
| 15965  | José Figueiredo Correia              | PMDB    | 15.617  |            | Fortaleza               | Ceará              |
| 11388  | Pinheiro Landim                      | PDS     | 19.580  |            | Solonópole              | Ceará              |
| 11809  | João Viana de Araújo                 | PDS     | 24.713  |            | Cedro                   | Ceará              |
| 11507  | José Everardo Silveira               | PDS     | 20.215  |            | Baturité                | Ceará              |
| 15801  | José Maria de Barros Pinho           | PMDB    | 17.958  |            | Teresina                | Piauí              |
| 11696  | José Mário Barbosa                   | PDS     | 21.250  |            | Maranguape              | Ceará              |
| 11197  | José Walfrido Monteiro               | PDS     | 18.447  |            | Icó                     | Ceará              |
| 11179  | Júlio Gonçalves Rêgo                 | PDS     | 26.339  |            | Tauá                    | Ceará              |
| 15100  | Luiz Pontes                          | PMDB    | 13.552  |            | Fortaleza               | Ceará              |
| 15262  | Manoel Aguiar de Arruda              | PMDB    | 18.248  |            | Massapê                 | Ceará              |
| 11280  | Marconi José Figueiredo de Alencar   | PDS     | 38.968  |            | Juazeiro do Norte       | Ceará              |
| 15698  | Maria Luíza Fontenele                | PMDB    | 19.660  |            | Serra do Estêvão        | Ceará              |
| 11431  | Moacir Bezerra Freire                | PDS     | 20.373  |            | Alto Santo              | Ceará              |
| 11832  | Murilo Rocha Aguiar                  | PDS     | 30.026  |            | Camocim                 | Ceará              |
| 11513  | Orzete Filomeno Ferreira Gomes       | PDS     | 20.994  |            | Acaraú                  | Ceará              |
| 11618  | Osmar Maia Diógenes                  | PDS     | 19.449  |            | Messejana               | Ceará              |
| 11186  | Pedro Jose Philomeno Figueiredo      | PDS     | 20.209  |            | Fortaleza               | Ceará              |
| 11405  | Raimundo Bezerra                     | PDS     | 19.545  |            | Crateús                 | Ceará              |
| 15589  | Gomes Farias                         | PMDB    | 20.277  |            | Ipu                     | Ceará              |
| 11990  | Raimundo Mourão da Rocha             | PDS     | 19.162  |            | Ipu                     | Ceará              |
| 11372  | Ubiratan Aguiar                      | PDS     | 36.002  |            | Cedro                   | Ceará              |
| 11706  | Vicente Antenor Ferreira Gomes       | PDS     | 20.954  |            | Sobral                  | Ceará              |